# Adolf Reichwein

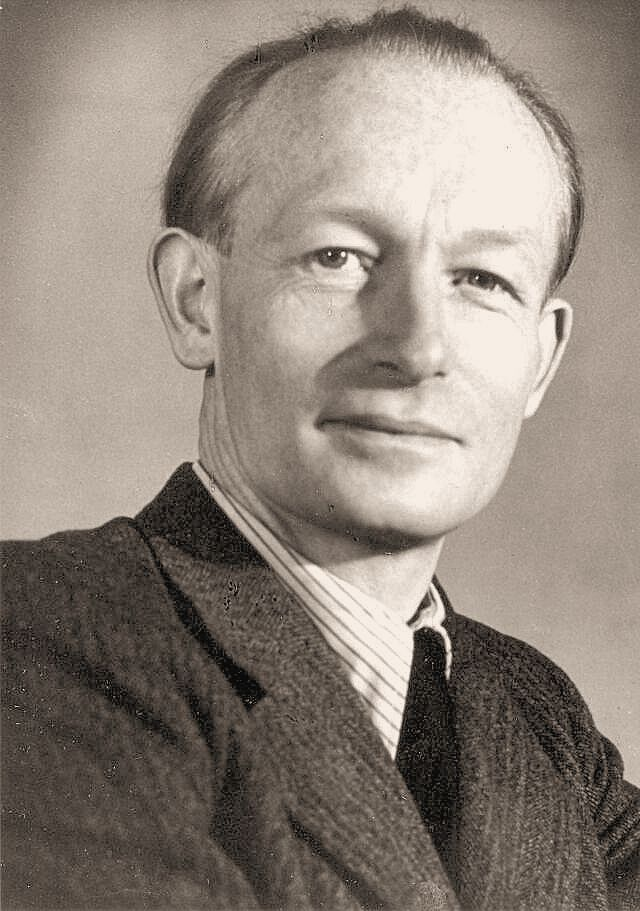
Adolf Reichwein um 1942

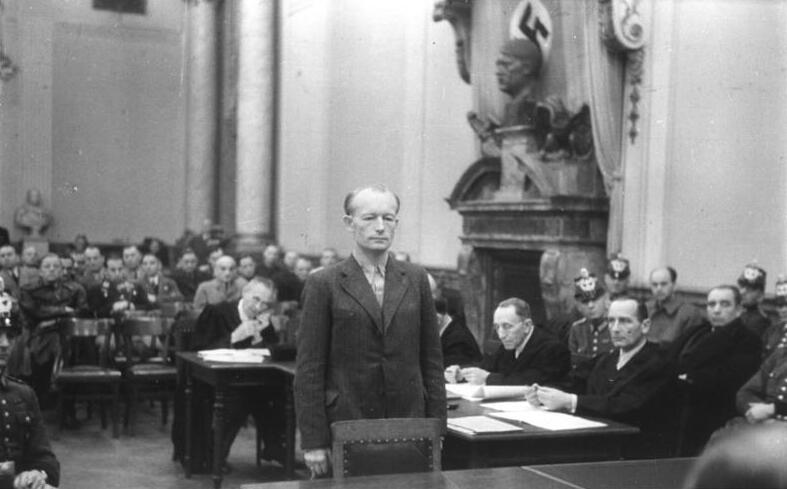
Adolf Reichwein vor dem Volksgerichtshof, 1944

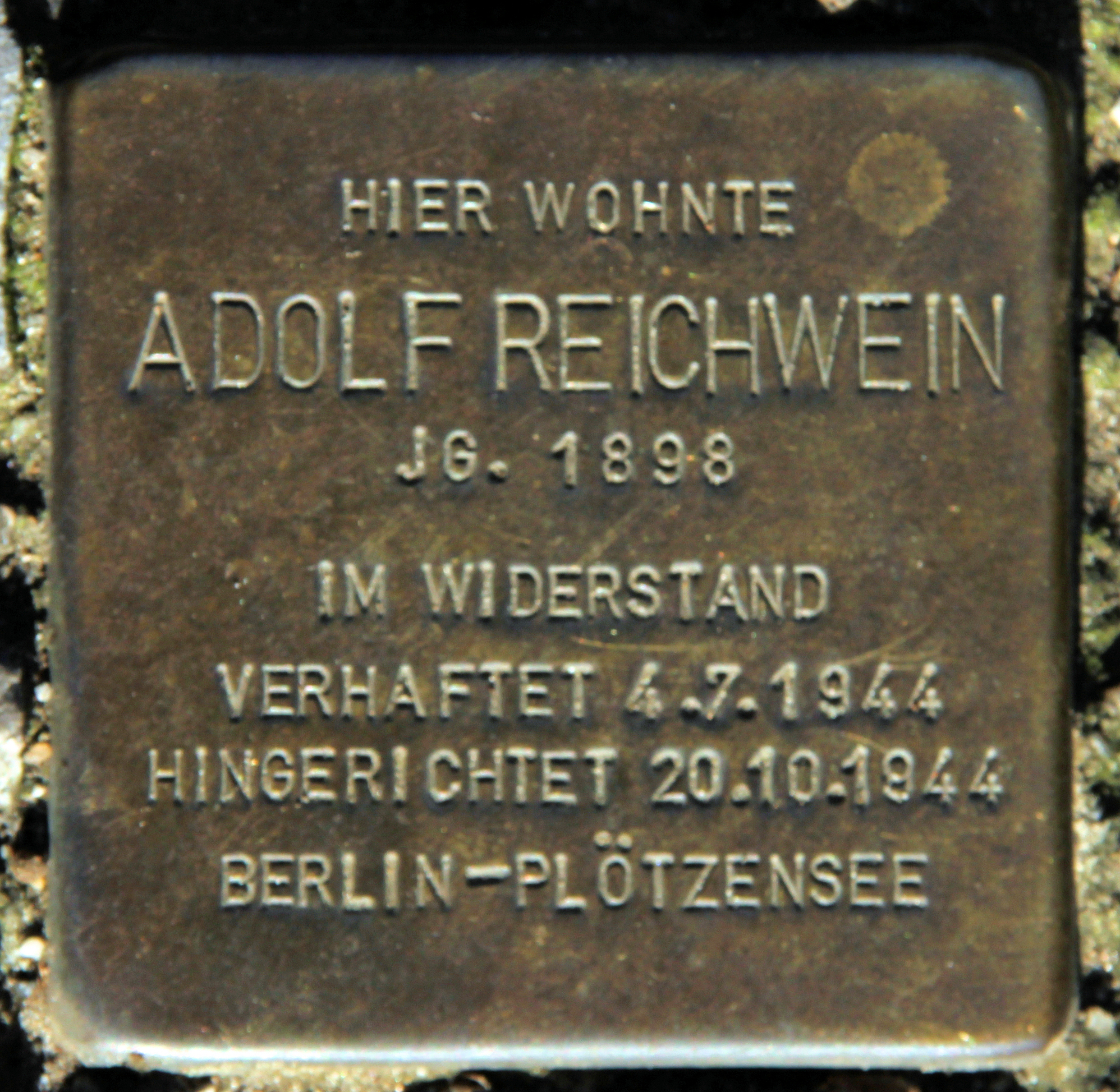
Stolperstein vor dem Haus Hohenzollernstraße 21, in Berlin-Wannsee

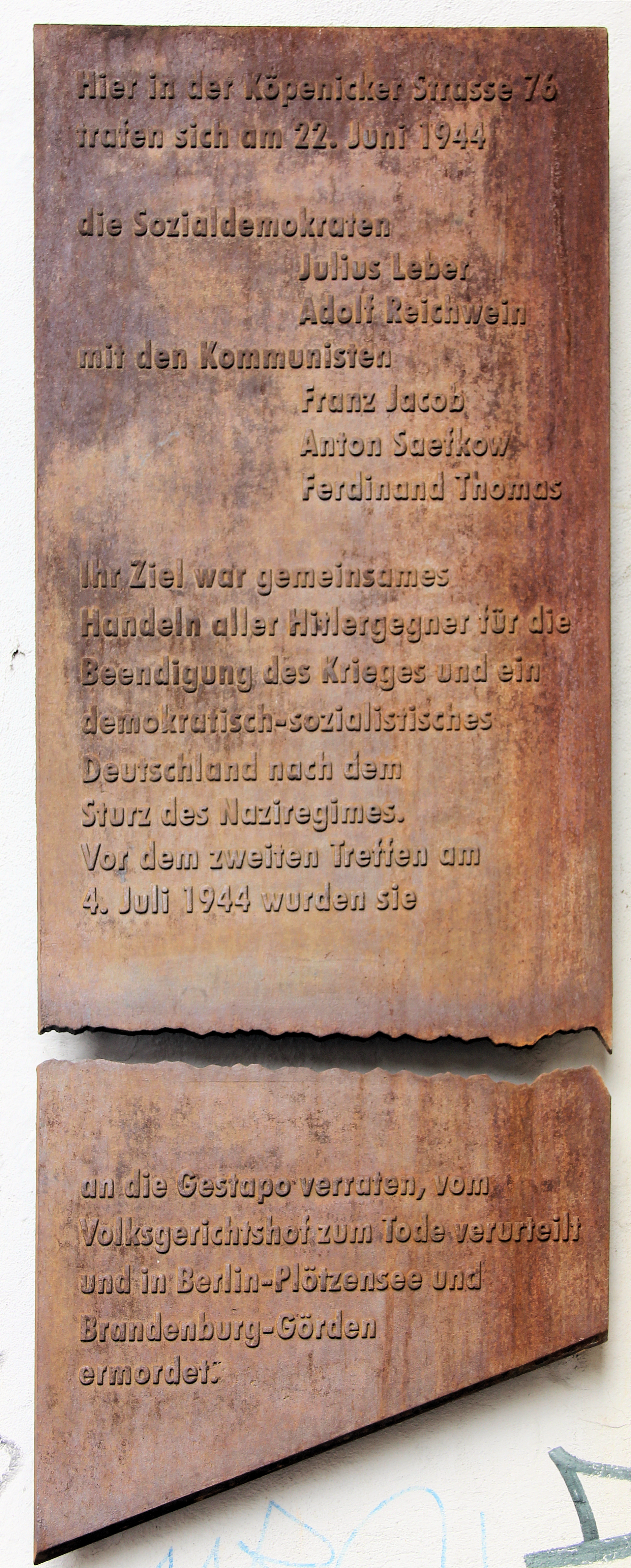
Gedenktafel am Haus Köpenicker Straße 76, in Berlin-Mitte

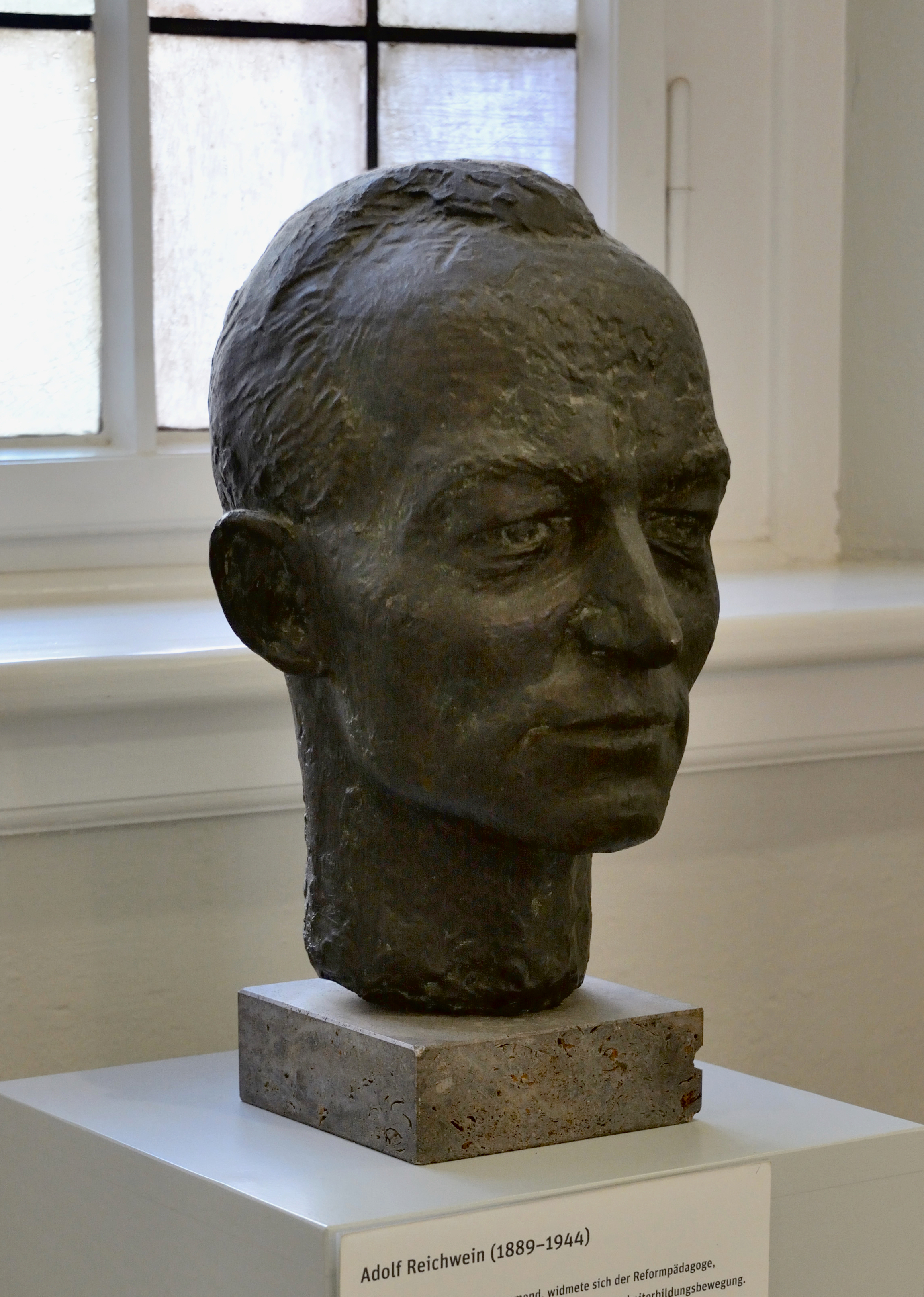
Büste von Adolf Reichwein im Museum Europäischer Kulturen

Adolf Reichwein (* 3. Oktober 1898 in Ems; † 20. Oktober 1944 in Berlin-Plötzensee) war ein deutscher Pädagoge und Kulturpolitiker (SPD). Er war als Mitglied des Kreisauer Kreises aktiv im Widerstand gegen die nationalsozialistische Diktatur.

## Leben
Adolf Reichweins Familie siedelte 1904 von Ems nach Ober-Rosbach über. Dort war der Vater Karl Gottfried Reichwein bis 1933 als Lehrer, nebenbei als Chorleiter und Organist tätig. Adolf Reichwein besuchte nach der Volksschule in Ober-Rosbach ab 1909 die Augustinerschule in Friedberg und 1914/1915 die Oberrealschule in Bad Nauheim, um sich anschließend autodidaktisch auf das Abitur vorzubereiten. Im November 1916 wurde er als Kriegsfreiwilliger eingezogen. Noch vor Ende seiner militärischen Ausbildung bestand er im Februar 1917 als Externer am Realgymnasium in Friedberg das Abitur und zog anschließend in den Ersten Weltkrieg. Ende 1917 wurde er bei Cambrai schwer verwundet und kam 1918 in ein Lazarett in Frankfurt am Main. Hier lernte er die Gymnasiastin Eva Hillmann kennen, die zunächst seine Verlobte und 1920 seine Ehefrau wurde.
Noch als Genesender begann Reichwein 1918 ein Studium an der Universität Frankfurt am Main unter anderem bei Hugo Sinzheimer und Franz Oppenheimer. 1920 wechselte er nach Marburg, wo Friedrich Wolters einer seiner wichtigsten Lehrer wurde. Hier wurde der ehemalige Wandervogel auch Mitglied der Akademischen Vereinigung Marburg. 1921 promovierte er in Marburg über die geistigen und künstlerischen Einflüsse Chinas auf Europa im 18. Jahrhundert (veröffentlicht unter dem Titel China und Europa).
Am 9. Oktober 1923 brachte Eva Reichwein ihren Sohn Gert zur Welt. Am 18. September 1925 ertrank Gert in einer Regentonne im elterlichen Garten. Dieser Unglücksfall spitzte eine schon länger schwelende Ehekrise zu, die im Februar 1926 zur Trennung und am 24. November 1927 zur Scheidung von Adolf und Eva Reichwein führte.
→ Eva Steinschneider#Ehe mit Adolf Reichwein
In den 1920er Jahren war Reichwein in Berlin und Thüringen in der Bildungspolitik und Erwachsenenbildung tätig. So gründete und leitete er die Volkshochschule und das Arbeiterbildungsheim in Jena bis 1929. In seinem Hungermarsch durch Lappland beschrieb er tagebuchartig eine extreme Wanderung mit jungen Arbeitslosen in den hohen Norden. Reichwein gehörte zu den Teilnehmern der von der Löwenberger Arbeitsgemeinschaft organisierten Löwenberger Arbeitslager. Er wirkte in der Zeit von 1929 bis 1930 als Leiter der Pressestelle und persönlicher Referent des preußischen Kultusministers Carl Heinrich Becker.
1932 lernte Adolf Reichwein die Gymnastik-Dozentin Rosemarie Pallat kennen. Die Verlobung fand am 30. Januar 1933, die Heirat am 1. April 1933 statt. Das Ehepaar Adolf und Rosemarie Reichwein hatte vier gemeinsame Kinder:
Renate (1935–2016, nach ihrer Heirat Renate Martin), Roland (1936–2023), Katharina (* 1938, nach ihrer Heirat Kathrin Pesch) und Sabine (* 1941).
Von 1930 bis 1933 war Reichwein Professor an der neu gegründeten Pädagogischen Akademie Halle (Saale). Nach der nationalsozialistischen „Machtergreifung“ wurde er aus politischen Gründen entlassen. Er bemühte sich um die Stelle des Volksschullehrers einer Ein-Klassen-Schule in Tiefensee, wo er bis 1938 viel beachtete Unterrichtsversuche im Sinne der Reformpädagogik und speziell der Arbeitspädagogik und Projektarbeit durchführte. Reichwein beschrieb 1937 in seinem Werk Schaffendes Schulvolk sein von der Wandervogelbewegung und Arbeitsschulpädagogik geprägtes Unterrichtskonzept mit Schwerpunkt in Fahrten, handlungsorientiertem Unterricht mit Schulgarten und jahrgangsübergreifenden Vorhaben. Für den Sachunterricht und seine Geschichte lieferte er dabei wichtige historische Dokumente. Reichwein teilte die Unterrichtsinhalte ein in einen Sommerkreis (Natur- und Weltkunde) und einen Winterkreis (Mensch „als Gestalter“ / „in seiner Landschaft“). Er arbeitete an mehreren Unterrichtsfilmen der Reichsanstalt für Film und Bild in Wissenschaft und Unterricht (RWU) mit.
Schon in den 1920er und 1930er Jahren entwickelte Adolf Reichwein für den Naturkundeunterricht differenzierte didaktische Überlegungen zum Medieneinsatz. Er nahm dabei mit seiner konstruktiven Einstellung zum Film in der reformpädagogischen Bewegung eher eine Außenseiterrolle ein. Der Filmeinsatz, den Reichwein in seiner Schrift Film in der Landschule. Vom Schauen zum Gestalten beschreibt, ist nicht auf Ersatz- oder „Enrichment“-Funktionen zu reduzieren. Ohne das Medium Film sind die von ihm intendierten Bildungsziele nicht zu erreichen. Wenn Filme eingesetzt werden, kommt ihnen im „Gesamtvorhaben“ ein zentraler Stellenwert zu, da die organisierte Beobachtung" für Reichwein die Voraussetzung für ein „aktives Verhältnis zu den Naturwesen“ ist: „[…] die Filme werden ja durch die Naturbeobachtung selbst ergänzt und haben in dem vorliegenden Falle vor allem die Aufgabe, in diese Beobachtungen Ordnung und Methode zu bringen.“
Ab 1939 war Reichwein am Staatlichen Museum für deutsche Volkskunde in Berlin museumspädagogisch und als regelmäßiger Autor für die Wochenzeitschrift Deutsche Zukunft tätig.
Er gehörte als Mitglied des Kreisauer Kreises zum Widerstand gegen Hitler und war als Kultusminister im Falle eines erfolgreichen Umsturzes des Hitlerregimes vorgesehen. Julius Leber und Reichwein trafen sich am 22. Juni 1944 in Berlin mit führenden Mitgliedern der kommunistischen Saefkow-Jacob-Bästlein-Organisation, unter denen sich der Gestapo-Spitzel Ernst Rambow befand. Das Ziel des Treffens bestand aus Sicht von Leber und Reichwein darin, die Kommunisten in die Verschwörung des 20. Juli 1944 einzubinden und für eine neue staatliche Ordnung zu gewinnen. Diese Bestrebungen erfolgten mit Wissen und in Absprache mit Claus Schenk Graf von Stauffenberg. Das Gespräch mit den Berliner Kommunisten Anton Saefkow und Franz Jacob soll sehr konstruktiv verlaufen sein. Auf dem Weg zu einem erneuten Treffen mit den Kommunisten am 4. Juli 1944 wurde Reichwein von der Gestapo verhaftet und nach einem Prozess unter Roland Freisler vor dem „Volksgerichtshof“ am 20. Oktober 1944 im Strafgefängnis Berlin-Plötzensee erhängt.

## Ehrungen
In der Nähe der Hinrichtungsstätte Plötzensee wurde der Reichweindamm nach ihm benannt.
Zahlreiche Schulen in Deutschland sind nach Adolf Reichwein benannt, u. a. in Berlin-Neukölln, Düsseldorf, Essen, Frankfurt am Main, Freiburg im Breisgau, Friedberg (Hessen), Göttingen, Halle (Saale), Heusenstamm (die Haupt- und Realschule und das Gymnasium), Hilden (bis 2017), Jena, Kiel, Langen (Hessen), Langenhagen, Limburg an der Lahn, Lüdenscheid, Marburg, Meudt, Moers, Neu-Anspach, Nürnberg, Pohlheim, Pretzsch (Elbe),Wiesbaden und Witten.
In der niedersächsischen Stadt Celle war die Pädagogische Akademie nach Adolf Reichwein benannt. Die Adolf-Reichwein-Hochschule Celle wurde 1953 nach Osnabrück verlegt. Sie hatte ihren Sitz im Schloss Osnabrück. Die Hochschule ging 1974 in der Universität Osnabrück auf. Ebenfalls in Osnabrück liegt der Adolf-Reichwein-Platz in direkter Nähe der Fußgängerzone. Dort steht eine Büste zum Gedenken an Reichwein.
In einer Reihe von Städten gibt es eine Adolf-Reichwein-Straße, so in Siegen, wo an dieser der Hauptcampus der Universität Siegen liegt, welcher auch nach Reichwein benannt ist. In seiner Heimatstadt Rosbach wurde die Stadthalle in Adolf-Reichwein-Halle umbenannt.
Der Kutter Adolf Reichwein im Hof des Deutschen Meeresmuseums in Stralsund, der besichtigt werden kann, trägt seit 1949 den Namen Reichweins.
Im Rathaus Schmargendorf in Berlin steht seit den 1950er Jahren eine Reichwein-Büste, geschaffen von dem Bildhauer Knud Knudsen. 1968 erhielt die im Rathaus untergebrachte Stadtteilbibliothek den Namen „Adolf-Reichwein-Bibliothek“.
Am Thomas-Müntzer-Gymnasium in Halle (Saale) befindet sich eine Gedenktafel, ebenso am ehemaligen Schulgebäude in Tiefensee, wo er bis 1938 gewirkt hatte.
Das Gebäude der Regionalgeschäftsstelle Süd der SPD Sachsen-Anhalt in Halle (Saale) ist nach Reichwein benannt (Adolf-Reichwein-Haus).
Stolpersteine erinnern in Berlin-Wannsee und in Vitte (Hiddensee) an Adolf Reichwein.

## Publikationen
- China und Europa. Osterheld, Berlin 1923.
- Mexiko erwacht. „La tierra pará quien la trabája!“ Bibliographisches Institut, Leipzig 1930.
- Schaffendes Schulvolk. Kohlhammer, Stuttgart / Berlin 1937.
- Film in der Landschule. Kohlhammer, Stuttgart / Berlin 1938.
- Wolfgang Klafki u. a. (Hrsg.): Schaffendes Schulvolk – Film in der Schule. Die Tiefenseer Schulschriften. Beltz, Weinheim / Basel 1993, ISBN 3-407-34063-X (kommentierte Neuausgabe beider Bände).
- Gabriele C. Pallat, Roland Reichwein, Lothar Kunz (Hrsg.): Adolf Reichwein: Pädagoge und Widerstandskämpfer. Ein Lebensbild in Briefen und Dokumenten (1914–1944). Mit einer Einführung von Peter Steinbach. Schöningh, Paderborn u. a., 1999.
- Pädagogische Schriften. Kommentierte Werkausgabe in fünf Bänden. Julius Klinkhardt, Bad Heilbrunn 2011–2015.